# Зверев, Никита Вячеславович
Ники́та Вячесла́вович Зве́рев (род. 23 июля 1973, Москва, РСФСР, СССР) — российский актёр театра и кино.

## Биография
Никита Зверев родился 23 июля 1973 года в Москве. Он был четвёртым ребёнком в семье (также сестра Кристина и старшие братья Антон и Алексей). Отец Никиты заведовал цирковыми гастролями. Мать окончила институт культуры, но стала домохозяйкой.
Никита рос подвижным ребёнком. Дома вместе с сестрой и братом нередко ставили сценки, например, «Буратино». Отчасти поэтому мама в 12 лет отдала Никиту в театральный кружок.
Никита поступил в Щепкинское училище, но, проучившись около месяца, почувствовал, что ему скучно и неинтересно. Он вспоминал: «После того как на одном из первых занятий преподаватель попросила нас построиться и несколько раз прокричать по-армейски „Здравствуйте“, я вышел из аудитории и решил, что возвращаться туда не стоит». Позже Никита поступил в ГИТИС к Петру Фоменко и осознал, что познакомился с грандиозной школой. Здесь он вырос в настоящего актёра и по сей день с большим уважением отзывается о Петре Наумовиче. В 2001 году закончил ГИТИС (мастерская Петра Фоменко).
С 2001 года по 2005 год работал в Московском театре-студии под руководством Олега Табакова. С Олегом Павловичем Никита Зверев познакомился в 2001 году. Мэтр кино и театра заметил молодого актёра на дипломном спектакле и решил пригласить его в свою труппу. В «Табакерке» Никита проработал до 2005 года. Играл в спектаклях «Долгий Рождественский обед», «На дне», «Аркадия», «От четверга до четверга», «Синхрон», «Идеальный муж». Казалось, его театральная карьера складывается более чем успешно. Тем неожиданней стал его уход из театра.
«Хотелось самостоятельности, — говорит Никита. — Работая в театре, я от многого отказался, потому что мне стыдно было подойти и попросить: „Отпустите меня на съёмки!“. В любом репертуарном театре подстраиваешься под известных артистов… Я, может быть, редко говорю людям в глаза „спасибо“, но внутри у меня огромная благодарность Олегу Павловичу. Ведь одно присутствие такой театральной величины, как Олег Табаков, в моей актёрской жизни толкает на то, чтобы завоёвывать большие вершины».
С 2005 года работает в Московском художественном театре им. А. П. Чехова и театре «Мастерская П. Фоменко».
До 2005 года Никита Зверев снимался редко. Затем — большая работа, роль Василия Кольцова, старшего брата Лизы, в популярном телесериале «Талисман любви». Следующую большую роль Никита получил в сериале Александра Черняева «Русский перевод» по роману Андрея Константинова «Журналист». До Никиты роль Андрея Обнорского уже играли Александр Домогаров («Бандитский Петербург») и Андрей Соколов («Агентство „Золотая пуля“»). Выбирая в этот раз, режиссёр искал молодого, физически крепкого, но ещё не раскрученного актёра. Кандидатура Никиты Зверева оказалась идеальной.
В 2008 году Зверев был приглашён режиссёром Дарьей Полторацкой на главную роль в сериал «Кружева». Здесь его герой — опытный журналист Кирилл Потапов, человек собранный, целеустремлённый, умный, работящий и очень привлекательный. Столь же привлекателен его герой в сериале «Синие ночи» — спортсмен-биатлонист Владимир Добрынин, который, будучи отчислен из Олимпийской сборной, становится простым физкультурником в летнем пионерском лагере. Актёр признаётся, что в чём-то похож на своего героя, как, впрочем, и на персонажей из других картин. Он и в реальной жизни такой — надёжный, доброжелательный и немного стеснительный. Со многими его героями Никиту роднит внутренняя несуетливость, чувство справедливости, понимание слабости и беззащитности женского пола. «Я не могу спокойно пройти мимо, когда пристают к женщине, — немного смущаясь, говорит он, — когда на моих глазах оскорбляют стариков. Если ты молодой и здоровый мужик, то не должен оставаться в стороне».

## Личная жизнь
Первая жена — актриса Юлия Жигалина, есть общий ребёнок.
Вторая жена — актриса Юлия Маврина.
Третья жена — Мария Бычкова.

## Роли в театре

### театр п/р. О. П. Табакова
- «Долгий Рождественский обед» (по пьесе Т. Уайлдера), peжиссёр Миндаугас Карбаускис — Чарлз
- «На дне» (Mаксим Гopький) — Васька Пепел
- «Аркадия»
- «От четверга до четверга» (Альдо Де Бенедетти)
- «Синхрон» (по пьесе Томаса Хюрлимана), режиссёр Миндаугас Карбаускис — Фрунц
- «Идеальный муж» (Оскар Уайльд), режиссёр Андрей Житинкин — Сэр Роберт Чилтерн
- «Тито Лами» (режиссеры: О. Табаков, А. Назаров)

### MXAT им. A. Чexoвa
- «Кабала святош» (Mихаил Булгаков), peж. Адольф Шапиро — Myappoн
- «Старосветские помещики» (Н. В. Гоголь), реж. Миндаугас Карбаускис — Комнатный мальчик
- «Белая гвардия (роман)» (M. Булгаков), peж. Сергей Женовач — Шepвинский
- «Прошлым летом в Чулимске» (Александр Вампилов), реж. Сергей Пускепалис — Шаманов

### театр «Мастерская Петра Фоменко»
- «Гедда Габлер» (Генрик Ибсен), peжиссёр Mиндаугас Кapбayскиc — Асессор Бракк
- «После занавеса» (Антон Чехов — Брайан Фрил), режиссёр Евгений Каменькович — Андрей Прозоров

## Фильмография
1. 2001 — Львиная доля — охранник Филина
2. 2005 — Бой с тенью — Игорь Щеглов, бывший жених Вики
3. 2005 — Девять неизвестных — Павел, телохранитель Севидова
4. 2005 — Талисман любви — Василий Кольцов, старший брат Лизы
5. 2005 — Умножающий печаль — капитан Бобров
6. 2006 — Аэропорт 2 (серия «Голая правда») — Дмитрий Поветкин
7. 2006 — Грозовые ворота — Шмелёв, боец разведгруппы спецназа ГРУ
8. 2006 — Марфа и её щенки — эпизод
9. 2006 — Русский перевод — Андрей Обнорский, «Палестинец»
10. 2007 — Взрослая жизнь девчонки Полины Субботиной
11. 2007 — Возвращение Турецкого — Бутов
12. 2007 — Любовь на острие ножа — Виктор Кромин
13. 2007 — Родные и близкие — Михаил, муж Тани
14. 2007 — Сильнее огня — Виктор Суханов
15. 2008 — Дар Божий — Дмитрий Козырев
16. 2008 — Казаки-разбойники — Евгений Казак, преуспевающий бизнесмен
17. 2008 — Кружева — Кирилл Потапов, опытный журналист
18. 2008 — Ни шагу назад — Виктор Суханов
19. 2008 — Синие ночи — Владимир Петрович Добрынин
20. 2009 — В погоне за счастьем — Степан Серёгин, следователь
21. 2009 — Жить сначала (История зэчки) — Володя
22. 2009 — Победный ветер, ясный день — майор Максим Сиверс, следователь МУРа
23. 2009 — Территория красоты (Украина) — Фёдор Ракитин
24. 2010 — Крыса — Игорь Щербаков
25. 2010 — Объявлен в розыск — Вадим Рогов
26. 2011 — Небесный суд — Никита Михайлович Лазарев, новый спутник Вероники
27. 2011 — Поцелуй судьбы — Костя
28. 2012 — Алиби — надежда, алиби — любовь — Александр Мельников
29. 2012 — Непутёвая невестка — Женя Завьялов
30. 2012—2013 — Ефросинья — Марат Ларин, боксёр
31. 2013 — Андрейка — Стас
32. 2013 — Вечная сказка — Александр Волконский
33. 2013 — Маша и Медведь — Егор Медведев («Медведь»), егерь и инструктор-коневод на базе отдыха
34. 2013 — Позднее раскаяние — Николай Николаевич Князев («Князь»)
35. 2013 — Второй шанс — Сергей Юрьевич Климов, врач
36. 2013 — Спасти или уничтожить — Сергей Викторович Корнеев, лейтенант-разведчик
37. 2014 — Невероятные приключения Алины — Лазарь
38. 2014 — Полоса отчуждения — Павел Дунаев, капитан, муж Вали
39. 2015 — Верю не верю — Коршунов, бизнесмен, торговец обувью
40. 2015 — Истина в вине — Григорий Печорин
41. 2015 — Любовь говорит — Сергей Ильин, врач-психотерапевт
42. 2016 — Провокатор — Алексей Дмитриевич Гарин, бизнесмен и политик
43. 2016 — Истина в вине 2 — Григорий Печорин
44. 2017 — Затишье —
45. 2017 — Здравствуй, Макбет (короткометражный)
46. 2017 — Икра — Сергей Валентинович Брусникин, главный врач
47. 2017 — Крым — сотрудник львовского «Беркута»
48. 2017 — Отчий берег — эпизод
49. 2017 — Тихие люди — Леонид Марков
50. 2017 — Провинциалка — Андрей Воронцов, бизнесмен
51. 2017 — Ты мой свет — Егор Градов
52. 2018 — Расплата — Максим Базин, приятель Никиты Долина
53. 2022 — Мистер Нокаут — Юрий Власов